# 983
983 (CMLXXXIII) je bilo navadno leto, ki se je po julijanskem koledarju začelo na ponedeljek.

## Dogodki
- 1. januar

## Rojstva
- Gunnlaugur Ormstunga, islandski pesnik († 1008)